# D.A.Q.C.M./1000 fan
D.A.Q.C.M./1000 fan è un singolo del gruppo musicale italiano La Rappresentante di Lista, pubblicato il 10 febbraio 2014 come primo estratto dal primo album in studio (Per la) via di casa.

## Descrizione
Il disco contiene due brani successivamente inseriti nell'album di debutto del duo ed è stato distribuito sia digitalmente che in formato 7" limitato a trenta copie.
Il lato A, D.A.Q.C.M., è l'acronimo di Devo averti qui con me e, come spiegato dal duo in occasione di un'intervista concessa a AbitSound, «è un gioco su tutti i modi di dire per dire di andarsene. Da questi modi di dire, immaginandoci una donna che racconta di quest'uomo che se n'è andato via, è nata D.A.Q.C.M.».

## Video musicale
Sebbene non sia stato realizzato alcun video musicale per i due brani, il 12 agosto 2011 il duo ha reso disponibile una versione di D.A.Q.C.M. eseguita sul balcone di un'abitazione.

## Tracce
Testi e musiche di Veronica Lucchesi e Dario Mangiaracina.
1. D.A.Q.C.M. – 2:39
2. 1000 fan – 2:05

## Formazione
Gruppo
- Veronica Lucchesi – voce, percussioni, strumenti giocattolo
- Dario Mangiaracina – guitalele, chitarra elettrica ed acustica fisarmonica, voce

Altri musicisti
- Valentina – voce della strega (traccia 1)
- Carola – voce della strega (traccia 1)
- Monica – voce della strega (traccia 1)
- Giorgia – voce della strega (traccia 1)
- Eleonora – voce della strega (traccia 1)

Produzione
- Roberto Cammarata – produzione artistica, registrazione, missaggio
- La Rappresentante di Lista – produzione artistica
- Francesco Vitaliti – missaggio
- Hannes Jaeckl – mastering